# Takashi Kondō
Takashi Kondō (近藤 隆 Kondō Takashi?,  Okazaki, Prefectura de Aichi, 12 de mayo de 1979) es un actor de voz, narrador y cantante japonés, afiliado a Amber Note

## Filmografía

### Anime
- 91 Days - Avilio Bruno
- Bakuten!! - Keisuke Tsukidate
- Beyblade - Miguel
- Black Cat - Train Heartnet
- Bleach - D-Roy, Findore Carias
- Captain Tsubasa road to 2002 - Pepe
- Chocotto Sister - Awara en el episodio 3
- Dance With Devils - Urie Sogami
- Dear Boys - Tōya Takashina
- Diabolik Lovers -Subaru Sakamaki
- Fairy Tail- Hibiki
- Glass Mask - Hasegawa en los episodios 19-22
- Heroic Age - Iolaus Oz Nahilm
- Himawari! Yonezawa
- Ichiban Ushiro no Dai Maō - Akuto Sai
- Ichigo 100% - Okusa
- ID - Invaded - Sennosuke Shiratake
- IDOLiSH7 - Torao Mido
- Ikoku Meiro no Croisée - claude
- Initial D - Saiyu
- InuYasha - Kisuke en el episodio 129
- Katekyō Hitman Reborn! - Hibari Kyoya, Alaude, fong
- Katsugeki: Touken Ranbu - Kogitsunemaru
- Kenka Banchō Otome: Girl Beats Boys - Haruo Sakaguchi
- Naruto: Shippuden - Suigetsu Hozuki Shin
- Naruto: Shippuden - Indra Ōtsutsuki Shin
- The Prince of Tennis - Shiratama
- Red Garden - JC
- Scared Rider Xechs - Yuuji Tsuga
- Scrapped Princess - Leopold Scorpus
- Seitokai no Ichizon - Ken
- Sekaiichi Hatsukoi - Ritsu Onodera
- Shining Tears X Wind - KillRain
- Spider Riders - Spider Riders|Shadow
- Tengen Toppa Gurren Lagann - Kidd
- Tytania - Ariabart Tytania
- Yahari Ore no Seishun Love Come wa Machigatteiru - Hayama Hayato
- Yahari Ore no Seishun Love Come wa Machigatteiru. Zoku - Hayama Hayato
- Yahari Ore no Seishun Love Come wa Machigatteiru: Kan (III) - Hayama Hayato
- Zettai Karen Children - Bullet

### Videojuegos
- Arknights - Executor
- Black Cat - Train Heartnet
- Black Cat ～Kuro Neko no Concerto～(Kyousou Kyoku) - Train Heartnet
- BlackStar - Theater Starless - Kokuyou
- Captain Tsubasa: Dream Team - Gino Hernández
- Grand Chase - Lass Isolet
- Galaxy Angel II Mugen Kairou no Kagi - Roselle Mateus
- Galaxy Angel II Eigou Kaiki no Toki - Roselle Mateus
- Guilty Gear series - Faust, Potemkin
- Katekyo Hitman Reborn! Battle Arena - Hibari Kyoya
- Sacred Blaze - Alecseed
- Promise of Wizard - Oz
- Diabolik Lovers - Sakamaki Subaru
- Tales of Xillia 2 - Ludger Will Kresnik
- Sonic forces - Infinite
- The King of Fighters XIV - Terry Bogard
- Genshin Impact - Ororon

### CD drama
- Black Cat - Train Heartnet
- Candy Color Paradox - Satoshi Onoe
- Otona Keikenchi - Shinkai Seiji
- Katekyō Hitman Reborn! - Hibari Kyoya
- Hanakage - Kirishima Iori
- Diabolik Lovers - Sakamaki Subaru
- Ameiro Paradox - Onoe
- Endou-kun no Kansatsu Nikki - Endou
- Sekaiichi Hatsukoi - Onodera Ritsu
- Hana wa saku ka - Minagawa
- Kuroneko Kareshi - Shingo
- Yahari Ore no Seishun Love Come wa Machigatteiru CD Drama “Kanojotachi no, We Will Rock You ♡“ - Hayato Hayama